# Do No Harm
Do No Harm – amerykański dramatyczny serial telewizyjny oryginalnie nadawany przez telewizję NBC od 31 stycznia 2013 roku.
Premierowy odcinek serialu został wyemitowany tuż po Rockefeller Plaza 30. Pomysłodawcą serialu jest David Schulner. 8 lutego 2013 roku po emisji dwóch odcinków NBC ogłosiło koniec produkcji. Stacja NBC ogłosiła, że pozostałe 11 odcinków zostaną wyemitowane od 29 czerwca 2013 roku.

## Fabuła
Serial opowiada o genialnym neurochirurgu, Jasonie Cole'u, który zmaga się ze swoim niebezpiecznym alter-ego – Ianem Price'em. Niszczy on nie tylko jego prywatne życie, ale też zawodowe.

## Obsada

### Główna
- Steven Pasquale jako dr Jason Cole/Ian Price
- Alana de la Garza jako dr Lena Solis
- Ruta Gedmintas jako Olivia Flynn
- Phylicia Rashad jako dr Vanessa Young
- Michael Esper jako dr Kenneth Jordan
- John Carroll Lynch jako Will Hayes
- Mousa Kraish jako dr Eli Malak
- Samm Levine jako Josh Stern

### Gościnne występy
- Lin-Manuel Miranda jako dr Ruben Marcado
- Toni Trucks jako dr Patricia Rivers
- James Cromwell jako dr Phillip Carmelo
- Jurnee Smollett jako Abby

## Odcinki
| Sezon | Sezon | Odcinki | Oryginalna emisja | Oryginalna emisja |
| Sezon | Sezon | Odcinki | Premiera sezonu   | Finał sezonu      |
| ----- | ----- | ------- | ----------------- | ----------------- |
|       | 1     | 13      | 31 stycznia 2013  | 31 sierpnia 2013  |

### Sezon 1 (2013)
| #  | Tytuł                    | Reżyseria      | Scenariusz                    | Premiera         |
| -- | ------------------------ | -------------- | ----------------------------- | ---------------- |
| 1  | Pilot                    | Michael Mayer  | David Schulner                | 31 stycznia 2013 |
| 2  | Don’t Answer the Phone   | Jeffrey Reiner | Lisa Zwerling                 | 7 lutego 2013    |
| 3  | Morning, Sunshine        | Jeffrey Reiner | David Schulner                | 29 czerwca 2013  |
| 4  | Me Likey                 | John Behring   | Eric Charmelo, Nicole Snyder  | 6 lipca 2013     |
| 5  | A Stand-In               | John Behring   | Lauren Schmidt Hissrich       | 20 lipca 2013    |
| 6  | I Can’t Keep Your Secret | Michael Waxman | Diana Son                     | 27 lipca 2013    |
| 7  | Six Feet Deep            | Kate Woods     | Tracy Bellomo                 | 3 sierpnia 2013  |
| 8  | The Cookie Jar           | Jeffrey Reiner | Deirdre Mangan                | 10 sierpnia 2013 |
| 9  | Circadian Rhythms        | Colin Bucksey  | Tracy Scott Wilson            | 17 sierpnia 2013 |
| 10 | Mine                     | Aaron Lipstadt | Aaron Ginsburg, Wade McIntyre | 24 sierpnia 2013 |
| 11 | But I’m Allergic to Cats | Omar Madha     | Zev Borow                     | 31 sierpnia 2013 |
| 12 | You Made Me Do This      | Nick Gomez     | David Foster                  | 31 sierpnia 2013 |
| 13 | This Is How It Ends      | John Behring   | Deirdre Mangan                | 7 września 2013  |